# Estação Keele
Keele é uma estação do metrô de Toronto, localizada na linha Bloor-Danforth. Localiza-se no cruzamento da Bloor Street com a Keele Street. Keele possui um terminal de ônibus integrado, que atende a três linhas de superfície do Toronto Transit Commission. O nome da estação provém da Keele Street, a principal rua norte-sul servida pela estação.